# Аугуст фон Макензен
Антон Лудвиг Фридрих Аугуст Макензен (њем. Anton Ludwig Friedrich August Mackensen; Хаус Лајпниц, 6. децембар 1849 — Бургхорн, 8. новембар 1945), аноблиран 1899. као фон Макензен, био је њемачки фелдмаршал.
Успјешно је командовао током Првог свјетског рата (1914—1918) и постао један од најистакнутијих и најкомпетентнијих војсковођа Њемачког царства. Након Компјењског примирја у новембру 1918, заробиле су га савезничке снаге и провео је годину дана у заробљеништву у Србији.
Пензиониса се 1920; Херман Геринг га је 1933. поставио на дужност пруског државног савјетника. Током нацистичке владавине (1933—1945), Макензен је остао увјерени монархиста и понекад се на званичним догађајима појављивао у униформи из Првог свјетског рата. Старији чланови Нацистичке партије сумњали су у његову лојалност Трећем рајху, али против њега ништа нису успели доказати.

## Биографија
Макензен је рођен у Хаус Лајпницу, у близини села Дахленберг (данас дио Тросина) у пруској покрајини Саксонији. Родитељи су му били Лудвиг и Мари Луиз Макензен. Његов отац, администратор пољопривредних предузећа, послао га је на школовање у Реалну гимназију у Халеу 1865, надајући се да ће га његов најстарији син слиједити у професији.
Макензен је војну службу започео 1869. као добровољац у пруском 2. лајб-хусарском пуку. Током Француско-пруског рата (1870—1871) унапријеђен је у чин потпоручника и одликован је Гвозденим крстом 2. реда због вођења јуриша у извиђачкој патроли сјеверно од Орлеана. Послије рата, напустио је војну службу и похађао студије на Универзитету у Халеу, али се вратио у свој стари пук 1873. године.
Оженио је Дорис (Доротеја) фон Хорн, сестру погинулог саборца, 1879. године. Њен отац, Карл фон Хорн, био је утицајни оберпрезидент Источне Пруске. Макензен је постављен у Генералштаб у Берлину 1891, заобилазећи уобичајену трогодишњу припрему у Ратној академији. Његов претпостављени, Хелмут фон Молтке, сматрао је да има „симпатичан карактер”. Из пука је позван да служи као ађутант сљедећем начелнику Алфреду фон Шлифену (на дужности 1891—1906), којег је сматрао одличним инструктором за предвођење милионске војске.
Импресионирао је кајзера Вилхелма II, који је наредио да се Макензену од 17. јуна 1893. додјели команда над 1. лајб-хусарским пуком, којој је постао à la suite када је напустио команду 27. јануара 1898, а касније је често носио препознатљиву униформу са мртвачком главом. Макензен је био изненађен својом сљедећом дужности, јер је био прва особа неплеменитог поријекла која је постала ађутант Вилхелма II. Сљедеће три и по године, био је сијенка кајзера, упознајући високу и моћну Њемачку, остатак Европе и Блиски исток. Његови синови су часове гимнастике дијелили са кајзеровим синовима. Племићку титулу је добио на кајзеров 40. рођендан, 27. јануара 1899, када је постао Аугуст фон Макензен. Постао је командант новостворене Лајб-хусарске бригаде од 1901. до 1903, а од 1903. до 1908. командовао је 36. дивизијом у Данцигу. Супруга му је преминула 1905, а двије године касније оженио је Леони фон дер Остен, која је имала 22 године. Када се Шлифен пензионисао 1906, Макензен се сматрао његовим могућим насљедником, али је дужност припала Хелмуту фон Молткеу млађем. Макензен је 1908. добио команду над 17. армијским корпусом са штабом у Данцигу. Пријестолонасљедник је стављен под његову команду, а кајзер је замолио Макензена да припази на младића и да га научи правилно да јаше.

## Први светски рат

### Источни фронт
Већ у 65. години живота за вријеме избијања Првог свјетског рата 1914. године, Макензенов 17. армијски корпус постаје дио њемачке 8. армије у Источној Пруској, под командом генерала Максимилијана фон Притвица и, 21 дан касније, генерала Паула фон Хинденбурга. Макензен је извијестио да се његов корпус пребацио у 25 км дугом маршу до ријеке Роминте (Краснаја) у року од педесет минута од пријема његовог наређења поподне 19. августа 1914, након што је Руска императорска војска напала Источну Пруску. Предводио је 17. корпус у биткама код Гумбинена, Таненберга и на Мазурским језерима 1914, у којима су Руси протјерани из већег дијела Источне Пруске.
Макензен је преузео команду над 9. армијом од Хинденбурга 2. новембра 1914, који је постао врховни командант истока (њем. Oberbefehlshaber Ost). Макензен је одликован Орденом за заслуге 27. новембра 1914, пруским највишим војним одликовањем, за успјешно вођење битака код Лођа и Варшаве.
До априла 1915. Руси су заузели читаву западну Галицију и наставили су продирати ка Угарској. Као одговор на очајничке молбе, начелник Главног штаба Њемачке Ерих фон Фалкенхајн пристао је покренути офанзиву на руски бок удруженим аустро-њемачким снагама под њемачког командом. Невољна аустроугарска врховна команда сложила се да је тактични Макензен био најбољи избор за командовање удруженим снагама. Успостављена је Армијска група Макензен (њем. Heeresgruppe Mackensen), која се састојала од нове њемачке 11. армије, која је уједно била под његовом командом, и аустроугарске 4. армије. За начелника штаба додијељен је Ханс фон Сект, који је Макензена описао као љубазног, „практичног команданта са инстинктима ловца”. Његова армијска група, која је имала огромну предност у артиљерији, пробила је руске линије између Горлица и Тарнова, а затим наставила даље на исток. Руси нису имали времена да успоставе ефикасну одбрану, а заузимањем Премслаа и Лемберга повратили су контролу над већим дијелом источне Галиције. Удружена операција била је веома побједа Централних сила, које су напредовале 310 км, а Руси су се убрзо повукли из цијеле Пољске.
Макензен је одликован Орденом за заслуге са храстовим лишћем 3. јуна 1915, а унапријеђен је у чин фелдмаршала 22. јуна. Такође је одликован Орденом црног орла, највишим пруским витешким одликовањем, а добио је и бројне почасти других њемачким држава и савезника Њемачке, укључујући Велики крст Војног реда Максимилијана Јозефа 4. јуна 1915, највише баварско војно одликовање.

### Поход на Србију
Нова Армијска група Макензен — коју су тада чинили њемачка 11. армија, аустроугарска 3. армија и бугарска 1. армија — у октобру 1915. обновила је поход на Србију. Поход је сломио ефикасан војни отпор у Србији, али није успио уништити српску војску, чија се половина успјела повући у албанске луке под контролом сила Савезница и послије опоравка и поновног наоружавања уз помоћ Француске и Италије, поново ступила у борбе на Солунском фронту.
Када се Макензен вратио у Беч, одржана је свечана вечера и лична аудијенција код цара и краља Франца Јозефа, а Макензен је одликован Крстом за војне заслуге 1. класе са дијамантима, јединственим одликовањем за странце.
Чини се да је Макензен изузетно поштовао српску војску и Србе уопште. Прије ступања у борбе са Србијом 1915, одржао је говор пред својим војницима:
Ви не полазите ни на италијански, ни на руски, ни на француски фронт. Ви полазите у борбу против новог непријатеља, опасног, жилавог, храброг и оштрог. Ви полазите на српски фронт и Србију, а Срби су народ који воли слободу и који се бори и жртвује до посљедњег. Пазите да вам овај мали непријатељ не помрачи славу и не компромитује досадашње успјехе.

### Поход на Румунију
Након што је Румунија 15. августа 1916. објавила рат Аустроугарској, Макензен је добио команду над армијском групом, коју си чиниле њемачке, аустроугарске, бугарске и османске трупе, а за шефа штаба постављен је Емил фон Хел. Трупе су се окупиле у сјеверној Бугарској, а затим су напредовале ка Добруџи. До 8. септембра заузели су два главна утврђења на десној обали Дунава, прво у једном дану снагама које су бројчано биле слабије од оних у утврђењу, али их је надјачала Макензенова артиљерија. Тада је армијска група, којом је командовао Фалкенхајн, продрла у Влашку кроз превој Вулкан у трансилванијским Карпатима док је Макензен прешао Дунав заузимајући мостобране на лијевој обали како би заштитио аустроугарске инжењере који су изградили дугачки понтонски мост. Румунска војска и њени руски савезници били су присиљени на повлачење између тих клијешта. Послије тромјесечних борби, двије трећине територије Румуније окупирале су Централне силе. Главни град Букурешт је заузет 6. децембра 1916, на Макензенов 67. рођендан. Дојахао је на бијелом коњу и уселио се у румунски краљевски двор.
За то дјело, Макензен је 9. јануара 1917. одликован Великим крстом Гвозденог крста, чиме је постао један од само пет носиоца овог одликовања у Првом свјетском рату. Пошто је сада носио свако пруско одликовање, кајзер је одлучио да по њему именује бојни крсташ, који је постао први у новој класи.
Макензен је постао војни гувернер великог дијела Румуније (углавном Влашке) коју су окупирале Централне силе. Предложио је да њемачког принца постави за краља Румуније, али иницијатива није прошла. Његова посљедња кампања био је покушај уништавања румунске војске, која је реорганизована послије офанзиве Керенског. Током битке за Марашешти, обје стране су претрпјеле велике губитке, али је румунска војска из сукоба изашла као побједник. Макензен је тврдио да никада није поражен у бици и сигурно је био најдосљеднији успјешни старији генерал на обје стране у Првом свјетском рату. До децембра 1917, руска војска се распала, а Румунија је била приморана да потпише примирје у Фокшанију, праћено Букурешким миром. Послије примирја, њега и 200.000 војника које је повео кућама, у Мађарској је опколила савезничка војска генерала Луја Франшеа д’ Епереа сачињена од српских јединица, а до новембра 1919. налазио се у војном заробљеништву у Футогу у Србији. Био је један од 896 Нијемаца на савезничком списку оптужених за ратне злочине, којој је на крају дозвољено да застари.

## Послијератна каријера
Макензен се повукао из војске до 1920. године. Иако се супротстављао закључењу Версајског споразума и новооснованом парламентарном систему Вајмарске републике, у почетку је избјегавао јавне кампање. Предомислио се око 1924. и почео да употребљава свој лик ратног јунака за подршку десничарским монархистичким и националистичким групама. Рутински се појављивао у својој старој хусарској униформи и постао врло активан у провојним организацијама конзервативне револуције, нарочито у Шталхему и Шлифеновом друштву, заговарајући легенду о убоду у леђа и отворено подржавајући убиство министра Матијаса Ерцбергера 1921. године.
Током предсједничких избора 1932. године, Макензен је подржао Паула фон Хинденбурга против Адолфа Хитлера, чијим се политичким вјештинама и поред тога дивио. Након што је Хитлер дошао на власт јануара 1933. године, Макензен је постао видљива, мада само симболична, присталица нацистичког режима. Једна од свечаних посјета довела га је у Пасау, гдје је дочекан као јунак. Макензенов препознатљив јавни профил, у његовој црној хусарској униформи, препознала је чак и компанија Хаусер-Еластолин, која је произвела његову фигурицу од 7 cm у саставу Еластолин композиције војника. Његова слава и позната униформа створиле су двије одвојене јединице Трећег рајха које су усвојиле црну униформу са значкама у облику мртвачке главе: Панцервафе, који је полагао право на традицију царске коњице, и Шуцштафел. Влада је Макензену у октобру 1935. године додијелила бранденбуршки посјед у Брисову као признање за његове заслуге.